# Esoteric Circle
Albums de Jan Garbarek
Afric Pepperbird
(1970)
Esoteric Circle est le premier album du saxophoniste norvégien Jan Garbarek, paru en 1969 sur le label Flying Dutchman. Outre Garbarek au saxophone, l'album comporte Terje Rypdal à la guitare électrique, Arild Andersen à la contrebasse, et Jon Christensen aux percussions. Le disque est enregistré en octobre 1969 au Henie-Onstad Kunstsenter de Bærum, en Norvège.
.

## Description
Jan Garbarek ne joue dans cet album que du saxophone ténor et est fortement inspiré par Albert Ayler et John Coltrane. Son jeu est plus agressif que dans ses albums ECM. L'influence rock de Terje Rypdal est perceptible, en particulier dans Rabalder, où le jeu énergique de Jon Christensen, décrit comme « une combinaison de textures abstraites et de vigueur Rhythm and blues » renforce le côté énergique du morceau.

### Titres
1. "Traneflight" - 2:51
2. "Rabalder" - 8:15
3. "Esoteric Circle" - 5:22
4. "Vips" - 5:40
5. "Sas 644" - 8:49
6. "Nefertite" - 2:05
7. "Gee" - 1:10
8. "Karin's Mode" - 7:30
9. "Breeze Ending" - 3:39

### Musiciens
- Jan Garbarek - saxophone ténor
- Terje Rypdal- guitare
- Arild Andersen - contrebasse
- Jon Christensen - percussions